# Pi Puppidy
pi Puppidy (π Puppidy, PPU) – rój meteorów aktywny od 15 do 28 kwietnia. Jego radiant znajduje się w gwiazdozbiorze Rufy. Maksimum roju przypada na 23 kwietnia, jego aktywność jest określana jako nieregularna, a obfitość roju jest zmienna. Aktywność roju zmienia się w okresie każdych pięciu lat. Prędkość meteorów z roju wynosi 18 km/s. Powstanie pi Puppidy jest związane z kometą 26P/Grigg-Skjellerup.
Rój ten został zaobserwowany po raz pierwszy w 1972 roku.